# Francesco Marchesini
Francesco Marchesini (Verona, 1618 circa – Verona, 1693) è stato uno scultore italiano.

## Biografia
Francesco Marchesini nacque presumibilmente a Verona nel 1618 da Marco, lapicida, da lui imparò la lavorazione delle pietre

Iniziò la sua attività nel veronese monastero di San Michele Arcangelo in Campagna, dove progettò il coro ligneo e realizzò il tabernacolo per poi spostarsi nel modenese e nel trentino.
Divenne un disegnatore e creatore di cibori e altari in legno e in pietra anche se ancora nel 1681 un documento lo nominerà ancora come taglia pietre. 
Non si conosce l'anno della sua morte, l'ultima sua commissione risulta datata 1693.

### La famiglia

#### Marco
Marco fu il figlio primogenito, seguì il padre nelle commissioni, considerato da testimonianze come notevole disegnatore e scultore di feconda inventiva e di originale bizzarria.
A lui vengono attribuite la realizzazione del busto di Pietro Gradenigo  sostenuto da due mori recante trofei militari, e la statua della Fama trionfante anche questa in Verona nell'antica casa dei Marcanti in piazza delle Erba.
Rimane sconosciuta è la data della sua morte, ma non vi è alcuna documentazione successiva al 1681; risulta abbia partecipato al concorso per la realizzazione degli angeli per un altare della chiesa di S. Anastasia, opera realizzata poi da Gabriele Brunelli, che parlando di Marco Marchesini dichiarò: morì nel fiore de gli anni, e su il più bello del suo operar.

#### Alessandro (30 aprile 1663 – 27 gennaio 1738)
Alessandro imparò il disegno prima dal fratello Marco, successivamente da Biagio Falcieri e da Felice Cignani. La sua prima commissione del 1687, riguardò la Chiesa di San Domenico in Verona che aveva subito danni causa un incendio, al Marchesini l'incarico di affrescare il soffitto con le scene di San Domenico e di Santa Caterina da Siena e qui risultò evidente il suo stile veneto-emiliano, quello che poi prese il nome di corrente bolognesizzante. Trasferitosi a Venezia divenne anche un mercante d'arte, vendendo le sue opere a collezionisti tedeschi.

#### Antonio, Paola, Anna
Si documenta che nel 1681 la famiglia fosse composta da Francesco, il padre, e dai figli: Marco di trentadue anni in stato di vedovanza, Alessandro,  e tre fratelli minori Antonio di anni ventiquattro, Paola di anni diciotto e Anna di anni undici. L'anagrafe della chiesa di S. Eufemia del 1666 vi è documentato anche un fratello dodicenne di cui non si conosce il nome.

## Opere
- 1640-1650 progetto del cono e realizzazione di un tabernacolo nella chiesa del monastero di S. Michele in campagna (Verona);
- 1660 restauro della Domus Nova piazza dei Signori a Verona;
- 1663 realizzazione dell'altare maggiore nella chiesa di S. Bernardino che è andato perduto nella Seconda guerra mondiale
- 1664 Costruzione dell'altare maggiore santuario di S. Valentino nella località Marani frazione di Ala
- 1674 documentata la sua presenza e quella del figlio Marco, al servizio del duca Alessandro Pico della Mirandola realizzando l'altare della Madonna di Reggio nella chiesa di San Francesco a Mirandola
- 1675 progetto per il ciborio della chiesa dell’Inviolata a Riva del Garda
- realizzò l'altare per la chiesa di S. Nicolò e per la Confraternita delle Quarantore di S. Luca, di Verona di quest'ultima venne nominato proto;
- 1693 ristrutturò il presbiterio e la facciata della chiesa di S. Caterina in Verona, l'anno che viene considerato della sua morte.

Rimane testimonianza documentata della realizzazione di opere scultoree da memoria di alcuni personaggi celebri veronesi.